# 浪子心
《浪子心》為臺灣歌手王傑的首張國語精選輯，發行於1993年10月15日，由飛碟唱片公司發行。

## 專輯簡介
專輯由陳大力統籌，彭國華監製，是王傑出道5年多來首張國語精選輯，共收錄了12首歌曲，雖僅是精選輯，但仍在金曲龍虎榜上進榜6週的時間。

## 曲目
| 曲序 | 曲名                 | 曲              | 詞     | 編曲            | 附註       |
| 01   | 一場遊戲一場夢       | 王文清          | 王文清 | 陳志遠          |            |
| 02   | 是否我真的一無所有   | 陳志遠          | 陳樂融 | 陳志遠          |            |
| 03   | 你是我胸口永遠的痛   | 陳秀男          | 丁曉雯 | 陳志遠          | 與葉歡合唱 |
| 04   | 是你是你是你         | 王傑            | 王傑   | 陳志遠          |            |
| 05   | 永遠相信愛情         | Iskandar Ismail | 陳樂融 | Ricky Ho        |            |
| 06   | 回家                 | 陳大力 陳秀男   | 劉虞瑞 | Ricky Ho        |            |
| 07   | 爲了愛 夢一生        | 許冠傑          | 陳樂融 | Ricky Ho        |            |
| 08   | 別讓明天的太陽離開我 | 王傑            | 王傑   | 陳志遠          |            |
| 09   | 向太陽怒吼           | 陳志遠          | 陳樂融 | 陳志遠          |            |
| 10   | 紅塵有你             | 李子恆          | 李子恆 | Iskandar Ismail |            |
| 11   | 我要飛               | 王傑            | 王傑   | Ricky Ho        |            |
| 12   | 希望                 | 陳大力 陳秀男   | 陳大力 | Ricky Ho        |            |

## 唱片版本
- 錄音帶版
- CD版

## 專輯文案
人其實很難喜新厭舊的
尋尋覓覓一顆真心而已
所以流淚 所以成長
每個人的心中
有好多本寫心事的本子
分別收容歷經滄桑
浪跡天涯的心路過程
層層疊疊排滿心裏面
就像王傑和他的浪子心
從一個沒沒無聞的浪子 
到創下奇蹟的巨星
六年的時間
走過的路 經過的人 看過的事
在歲月的千錘百煉 
去蕪存菁之後
依舊刻骨銘心 感人肺腑
浪子的心情 巨星的傳奇
王傑的歌 伴著每個人的故事成長